# 금산향교
금산향교(錦山鄕校)는 대한민국 충청남도 금산군 금산면에 있는 향교이다. 1997년 12월 23일 충청남도의 기념물 제121호로 지정되었다.

## 개요
향교는 공자와 여러 성현 제사를 지내고 지방민의 교육과 교화를 위해 나라에서 세운 교육기관이다.
금산향교는 조선 초기에 건립된 것으로 추정되며, 원래는 지금의 금산읍 하옥리 백학동에 있었다고 전한다. 그 뒤 임진왜란 때 불에 타버린 것을 조선 숙종 10년(1684) 현재의 위치에 다시 짓고, 수차례 중보수를 하였다.
제사지내는 공간인 대성전은 정면 3칸, 측면 3칸의 규모이며, 교육 공간으로 강당인 명륜당과 학생들의 기숙사인 동재·서재가 있다.

## 현지 안내문
향교는 조선시대의 관립교육기관이자 성현을 향사하는 곳으로, 고을마다 건립되었다. 금산향교는 원래 조선 초기에 금산읍 하옥리 백학동에 창건되었으나, 임진왜란때 불타 보수했다가 1684년(숙종 10년)에 향교를 현재의 위치로 옮겨 짓고 그 후 여러 차례 보수를 하였다.
대성전에는 공자를 중심으로 중국의 사성을, 동무와 서무에는 한국의 18현과 송조 이철 위패를 모시고 봄과 가을로 제향을 올리고 있다. 그러나 배향된 인물의 배향 순서는 시대에 따라 바뀌어 왔다. 명륜당은 유생들이 공부하는 강의실이고, 동재 와 서재는 유생들의 숙소였다.

## 같이 보기
- 향교

## 참고 자료
- 금산향교 - 국가유산청 국가유산포털